# Gouvernement Aphaiwong IV
Thaïlande
19e cabinet
(Khuang Aphaiwong III) 21e cabinet
(Plaek Phibunsongkhram III)
Le quatrième gouvernement Khuang Aphaiwong (thaï : คณะรัฐมนตรีควง อภัยวงศ์ 4) est le vingtième gouvernement de la Thaïlande entre le 25 février et le 8 avril 1948.
De nouveau dirigé par Khuang Aphaiwong, Premier ministre sortant, il fait suite à l'élection législative du 29 janvier à l'issue de laquelle tous les 99 députés sont élus sans étiquette politique, mais dont les partisans du Parti démocrate sont majoritaires, faisant ainsi porter à nouveau au pouvoir le Premier ministre sortant.
Nommé à la tête du gouvernement le 21 février, son gouvernement est nommé quatre jours plus tard.

## Composition
- Par rapport au gouvernement précédent, les nouveaux ministres sont indiqués en gras, ceux ayant changé d'attributions en italique.

### Premier ministre
| Fonction                                 | Nom              |
| ---------------------------------------- | ---------------- |
| Premier ministre Ministre de l'Intérieur | Khuang Aphaiwong |

### Ministres
| Fonction                         | Nom                                 |
| -------------------------------- | ----------------------------------- |
| Ministre des Finances            | Wiwattanachai Chaiyan               |
| Ministre des Affaires étrangères | Tianliang Huntrakul                 |
| Ministre de la Santé publique    | Lek Sumit                           |
| Ministre de la Défense           | Suk Chatnakrob                      |
| Ministre de l'Agriculture        | Sittiporn Kridakorn                 |
| Ministre des Transports          | Udom Sanitwong                      |
| Ministre du Commerce             | Muni Mahasantana Wechayantrangsarit |
| Ministre de la Justice           | Sitthi Junnanon                     |
| Ministre de l'Éducation          | Seni Pramot                         |
| Ministre de l'Industrie          | Bung Supachalasai                   |
| Ministre sans portefeuille       | Detch Sanitwong                     |
| Ministre sans portefeuille       | Khuek-rit Pramot                    |
| Ministre sans portefeuille       | Yai Sawitchai                       |
| Ministre sans portefeuille       | Luan Phongsophon                    |
| Ministre sans portefeuille       | Boonteng Thongsawat                 |
| Ministre sans portefeuille       | Thad Phrommanop                     |
| Ministre sans portefeuille       | Fong Sittitham                      |
| Ministre sans portefeuille       | Rangsiyakara Apakorn                |
| Ministre sans portefeuille       | Chawalit Aphaiwong                  |

### Vice-ministres
- Vice-ministre de la Défense : Thongdee Suwannapruek
- Vice-ministre de l'Éducation : Nom Ketunuti
- Vice-ministre des Transports : Chom Jarurat
- Vice-ministre de l'Intérieur : Srisena Sombatsiri

## Fin du gouvernement
Le gouvernement prend fin à la suite de la démission du Premier ministre sortant Khuang Aphaiwong le 8 avril 1948. Les raisons de cette démission furent que celui-ci était poussé à la démission par la junte militaire du coup d'État deux jours plus tôt.